# 全州 (金朝)
全州，金朝末年元朝初年的州。
金章宗承安元年（1196年）改豐州鋪為安豐縣，屬於臨潢府。次年（1197年）設立全州盤安軍節度使，下轄安豐、盧川、靜封三縣。三年（1198年），靜封歸屬高州，盧川歸屬臨潢府。金宣宗贞祐二年（1214年）歸屬蒙古。治全宁县（今内蒙古自治区翁牛特旗）。元成宗大德元年（1297年）改為全宁府，七年升为全宁路。辖境约当今内蒙古自治区西拉木伦河以南、赤峰市阴河以北。